# Metaxymorpha grayii
Metaxymorpha grayii es una especie de escarabajo del género Metaxymorpha, familia Buprestidae. Fue descrita científicamente por Parry en 1848.